# Jean-Pierre Guillon
Pour les articles homonymes, voir Guillon (homonymie).
 (février 2018).
Jean-Pierre Guillon, (né le 25 janvier 1930 à Argenvilliers et mort le 4 janvier 1982 à Argenteuil) est un athlète français spécialiste du sprint.

## Biographie
Il remporte la médaille d'argent du relais 4 × 100 mètres lors des Championnats d'Europe 1950 de Bruxelles aux côtés de Étienne Bally, Yves Camus et Jacques Perlot. L'équipe de France, qui établit le temps de 41 s 8, s'incline face à l'Union soviétique. 
Jean-Pierre Guillon devient champion de France du 200 mètres en 1953.
Ses records personnels sont de 10 s 8 sur 100 m (1950) et 21 s 6 sur 200 m (1949). Il compte 9 sélections en équipe de France.

## Palmarès
| Date | Compétition           | Lieu      | Place | Épreuve   |
| ---- | --------------------- | --------- | ----- | --------- |
| 1950 | Championnats d'Europe | Bruxelles | 2e    | 4 × 100 m |